# (5493) Spitzweg
(5493) Spitzweg es un asteroide perteneciente al cinturón de asteroides descubierto el 24 de septiembre de 1973 por Cornelis Johannes van Houten en conjunto a su esposa también astrónoma Ingrid van Houten-Groeneveld y el astrónomo Tom Gehrels desde el Observatorio del Monte Palomar, Estados Unidos.

## Designación y nombre
Designado provisionalmente como 1617 T-2. Fue nombrado Spitzweg en honor a Carl Spitzweg, pintor alemán de la época artística de Biedermeier. Sus pinturas anecdóticas y humorísticas en su mayoría critican su tiempo a través de una fina ironía. Viajó mucho por Europa, y su trabajo posterior muestra la influencia de los impresionistas venideros.

## Características orbitales
Spitzweg está situado a una distancia media del Sol de 2,359 ua, pudiendo alejarse hasta 2,698 ua y acercarse hasta 2,019 ua. Su excentricidad es 0,143 y la inclinación orbital 3,847 grados. Emplea 1323,64 días en completar una órbita alrededor del Sol.

## Características físicas
La magnitud absoluta de Spitzweg es 13,6. 